# Synagoga Fajwela Fajlłowicza w Łodzi
Synagoga Fajwela Fajlłowicza w Łodzi – prywatny dom modlitwy znajdujący się w Łodzi przy ulicy Widzewskiej 121.
Synagoga została zbudowana w 1891 roku z inicjatywy Fajwela Fajlłowicza, Motela Bławata i Pinkusa Grosfreida. Mogła ona pomieścić  osób. Podczas II wojny światowej hitlerowcy zdewastowali synagogę.